# Enicospilus consobrinus
Enicospilus consobrinus là một loài tò vò trong họ Ichneumonidae.